# Noa-Lynn van Leuven
Noa-Lynn van Leuven (* 27. September 1996 in Heemskerk) ist eine niederländische Dartspielerin. 2024 gewann sie als erste Frau überhaupt einen Titel auf der PDC Challenge Tour. Gleichzeitig ist sie die erste Transfrau, welche ein Turnier bei der Professional Darts Corporation gewinnen konnte.

## Karriere
Bereits als Jugendliche hatte Van Leuven Darts gespielt.
Zum ersten Mal bei einem Turnier in Erscheinung trat Van Leuven im Dezember 2021, als sie am Qualifier zur WDF World Darts Championship 2022 teilnahm. Sie erreichte dabei das Viertelfinale, was jedoch nicht für eine Qualifikation reichte.
Ein Jahr später gab Van Leuven ihr internationales Major-Debüt im Dartsport bei den Dutch Open 2022, bei denen sie jedoch im zweiten Spiel (Runde der letzten 128) ausschied. Kurz zuvor stand sie bei den Helvetia Open erstmals im Viertelfinale. Es folgte Ende Juni das Debüt auf der PDC Women’s Series 2022, bei dem sie zweimal Preisgeld erspielen konnte. Ihr zweites Women’s Series-Wochenende gestaltete sich direkt erfolgreicher, als sie Ende August in zwei Viertelfinale einzog.
Bei den Antwerp Open Anfang August unterlag sie im Achtelfinale der Turniersiegerin Aletta Wajer. Bei den British Open Mitte September schied sie erst im Viertelfinale mit 3:4 gegen Lorraine Winstanley aus. Beim am gleichen Wochenende ausgetragenen British Classic ging es bis ins Halbfinale, das mit 3:4 gegen Beau Greaves verloren ging. Ende des Monats vertrat van Leuven erstmals ihr Heimatland beim WDF Europe Cup 2022. Im Einzel unterlag sie dabei im Achtelfinale Monique Leßmeister mit 1:4. Auch im Doppel an der Seite von Priscilla Steenbergen war im Achtelfinale Schluss. Als Team erreichten die Niederländerinnen das Finale, das jedoch mit 1:9 gegen England verloren ging.
Mitte Oktober ging es dann für Van Leuven beim Northern Ireland Matchplay bis ins Halbfinale. Anfang Dezember nahm Van Leuven am World Masters 2022 teil. Sie gewann dabei ein Spiel, schied dann aber unter den letzten 64 gegen Vizeweltmeisterin Kirsty Hutchinson mit 4:5 aus. Daraufhin war sie auch am letzten PDC Women’s Series-Wochenende des Jahres anwesend, errang jedoch nur einmal Preisgeld.
Bei der PDC Women’s Series 2023 war Van Leuven dann direkt von Beginn an dabei. Am ersten Wochenende stand sie dabei zweimal im Viertelfinale. Ihren bis dato größten Erfolg erspielte sich Van Leuven aber kurz darauf bei den Dutch Open 2023. Nach Siegen unter anderem gegen Deta Hedman und Lorraine Hyde stand Van Leuven bei dem traditionsreichen Turnier im Halbfinale, dass sie jedoch mit 0:4 deutlich gegen Aileen de Graaf verlor.
Ende April errang Van Leuven dann ihren ersten internationalen Titel. Bei den Denmark Open siegte sie gegen Rhian O’Sullivan, Monique Leßmeister, Deta Hedman und im Finale schließlich mit 5:2 über Irina Armstrong. Da es sich dabei um ein Gold-Turnier handelte, qualifizierte sie sich damit auf diesem Wege direkt für die WDF World Darts Championship 2024. Eine Woche später spielte sie sich beim Welsh Classic ins Finale, das mit 1:5 gegen Beau Greaves verloren ging.
Mitte Mai erreichte Van Leuven erstmals das Finale auf der PDC Women’s Series bei Turnier Nummer 8. Sie unterlag in diesem mit 3:5 Mikuru Suzuki, nachdem sie aber zuvor Beau Greaves aus dem Weg geräumt hatte. Beim nächsten Wochenende folgte bei Turnier Nummer 12 direkt der nächste Finaleinzug, bei dem sie diesmal aber gegen Greaves chancenlos war.
Diese beiden Erfolge bescherten ihr jedoch den achten Platz in der Women’s Series Order of Merit und damit auch einen Startplatz beim Women’s World Matchplay 2023. Hierbei wurde sie am 23. Juli 2023 zur ersten Transfrau, die bei einem Major auf der TV-Bühne stand. Gegen Beau Greaves gewann sie allerdings kein Leg. Ihre Erfolge auf der Women’s Series setzten sich jedoch fort. Direkt am Wochenende danach stand sie wieder zweimal im Viertelfinale. Anfang August ging es für Van Leuven bei den Antwerp Open bis ins Viertelfinale, während sie am gleichen Wochenende ihren zweiten Titel einfuhr. Im Finale der Belgium Open gewann Van Leuven mit 5:3 gegen Rhian O’Sullivan.
Bei Women’s Series-Wochenende 5 fuhr Van Leuven ein weiteres Viertel- und ein Halbfinale ein. Auch beim WDF World Cup 2023 Ende September durfte Van Leuven für die Niederlande an den Start gehen. Im Einzel ging es dabei für sie bis ins Halbfinale, in dem sie Beau Greaves mit 2:6 unterlag. Als Teil des Teams unterlag sie im Achtelfinale dem irischen Team. Bei den Bruges Open kurz darauf verlor Van Leuven das Halbfinale gegen Aileen de Graaf mit 2:4. Auch bei den Belfry Open war im Halbfinale gegen de Graaf Endstation.
Nach einem weiteren Viertelfinale auf der Women’s Series beendete Van Leuven die Women’s Series Order of Merit 2023 auf Rang 8. Anfang November gewann Van Leuven dann die Malta Open. Dafür besiegte sie Lerena Rietbergen, Kirsty Hutchinson und im Finale schließlich Irina Armstrong mit 5:0. Auch den zweiten Titel des Wochenendes, das Malta Masters, konnte Van Leuven für sich entscheiden. Ihr Weg gestaltete sich dabei ähnlich: Nach Rietbergen und Hutchinson besiegte sie dieses Mal im Finale Lena Zollikofer mit 5:2. Kurz darauf beim Irish Classic schaffte es Van Leuven bis ins Halbfinale, so auch beim Irish Open. In beiden Fällen hieß ihre letzte Gegnerin Rhian O’Sullivan.
Der achte Platz in der Women’s Series Order of Merit 2023 bescherte Van Leuven einen kostenfreien Startplatz auf der PDC Qualifying School 2024. An dieser nahm sie dann auch teil und gewann an den ersten zwei Tagen drei Spiele. Den dritten Tag spielte sie jedoch nicht und qualifizierte sich somit auch nicht für die Final Stage. Bei den Dutch Open 2024 konnte Van Leuven ihr gutes Ergebnis aus dem vergangenen Jahr wiederholen und erneut ins Halbfinale einziehen. In diesem unterlag sie jedoch Beau Greaves mit 1:4.
Als Teilnehmerin an der Q-School 2024 war Van Leuven auch auf der PDC Challenge Tour 2024 startberechtigt. Nachdem sie das erste Wochenende ausließ, gab sie beim zweiten Wochenende im März ihr Debüt und gewann dabei direkt das erste Turnier. Dafür besiegte sie unter anderem Stefan Bellmont, Alexander Merkx, Darryl Pilgrim, John Henderson und Cam Crabtree, bevor sie sich im Finale mit 5:3 gegen Tytus Kanik durchsetzte. Sie wurde damit zur ersten Frau, die einen Titel in einem gemischtgeschlechtlichen PDC-Event errang.
Das Wochenende darauf gewann Van Leuven dann ebenfalls ihren ersten Titel auf der PDC Women’s Series. Bei Turnier 2 besiegte sie Beau Greaves, Fallon Sherrock und im Finale Katie Sheldon mit 5:2. Auch bei Turnier 1 und 3 ging es für Van Leuven ins Viertelfinale. Am zweiten Wochenende gelang ihr ebenfalls ein Turniersieg. Bei Turnier 5 gewann van Leuven mit 5:4 gegen Beau Greaves, nachdem sie zuvor mit 0:4 zurückgelegen hatte. Bei zwei weiteren Turnieren stand sie außerdem im Halbfinale.
Aufgrund ihres Sieges auf der PDC Challenge Tour und der daraus resultierenden Position in der PDC Challenge Tour Order of Merit durfte Van Leuven bei den Players Championships 2024 bei Turnier 9 und 10 starten. Sie trat außerdem bei den Turnieren 11 und 12 an.
Beim Women’s World Matchplay 2024 schied Van Leuven im Viertelfinale mit 2:4 Legs gegen die Japanerin Mikuru Suzuki aus. Ende September nahm Van Leuven beim WDF Europe Cup 2024 für die Niederlande teil. Im Einzel errang sie dabei die Silbermedaille, als sie im Finale gegen Robyn Byrne mit 4:7 verlor. Im Doppel gewannen Van Leuven und Aletta Wajer die Konkurrenz. Im Finale setzten sie sich gegen Rhian O’Sullivan und Eve Watson aus Wales mit 6:3 durch. Auch das Team der Niederlande gewann seine Konkurrenz für sich. Im Finale gewann man gegen die Gastgeberinnen aus der Slowakei mit 9:4.
2025 nahm van Leuven erneut an der Q-School teil. Sie gewann dabei insgesamt fünf Spiele, was jedoch nur zu zwei Punkten für die Rangliste führte. Damit qualifizierte sich van Leuven erneut nicht für die Final Stage.

## Privates
Im Alter von 16 oder 17 Jahren bezeichnete Van Leuven sich das erste Mal selbst als trans und begann daraufhin ihre Transition zur Frau. Zuvor hatte Van Leuven mit Selbstzweifeln und suizidalen Gedanken zu kämpfen. Die Transition schloss sie 2022 ab.
Beruflich arbeitet Van Leuven als Chef de Partie in einem Restaurant in ihrer Heimatstadt Heemskerk.

## Weltmeisterschaftsresultate

### PDC
- 2025: 1. Runde (1:3-Niederlage gegen  Kevin Doets)

## Titel

### PDC
- Pro Tour
  - PDC Women’s Series
    - PDC Women’s Series 2024: 2, 5, 15, 21
    - PDC Women’s Series 2025: 9, 10
- Secondary Tour Events
  - PDC Challenge Tour
    - PDC Challenge Tour 2024: 6

### WDF
- Gold-Turniere:
  - Denmark Open Women: (1) 2023
- Silber-Turniere:
  - Bruges Open Women: (1) 2024
  - Belgium Open Women: (1) 2023
  - Malta Masters Women: (1) 2023
  - Malta Open Women: (1) 2023